# Face Time Bourbon
Face Time Bourbon, född 4 mars 2015, är en fransk varmblodig travhäst. Han tränades av Sébastien Guarato och kördes av Éric Raffin eller Björn Goop.
Face Time Bourbon tävlade mellan i augusti 2017 och december 2021, och inledde karriären med tre raka segrar. Han sprang in totalt 3 392 880 euro på 43 starter, varav 35 segrar och 7 andraplatser. Han tog karriärens största segrar i Prix d'Amérique (2020, 2021) och Gran Premio Lotteria (2021).
Face Time Bourbon segrade även i Critérium des 3 ans (2018), Europeiskt treåringschampionat (2018), Prix Abel Bassigny (2018), Prix de Sélection (2019, 2020, 2021), Grand Prix l'UET (2019), Critérium Continental (2019), Prix Charles Tiercelin (2019), Prix Phaeton (2019), Prix Gaston Brunet (2019), Prix Jules Thibault (2019), Prix Octave Douesnel (2019), Prix René Ballière (2020, 2021) Grand Prix de Wallonie (2020, 2021), Critérium des 5 ans (2020), Prix de l'Étoile (2020), Prix Marcel Laurent (2020), Prix du Bourbonnais (2020), Prix de Bourgogne (2021), St. Michel-loppet (2021) och Prix de Bretagne (2021).
Han har också kommit på andra plats i Prix de Tonnac-Villeneuve (2019), Gran Premio d'Europa (2019), Prix de France (2020, 2021) och Gran Premio Lotteria (2020). 
Face Time Bourbon var årskullens bästa häst i Europa både som treåring 2018 och fyraåring 2019. Han har jämförts med stallkamraten och halvbrodern Bold Eagle.
Han är halvbror med stoet Lotta Bourbon genom stoet Vita Bourbon.

## Karriär

### Tiden som unghäst
Face Time Bourbon inledde karriären hos sin tränare Sébastien Guarato där han började tävla som tvååring. Debuten skedde den 20 augusti 2017 på travbanan Montier-En-Der då han kördes av Guarato i ett lopp som vanns på tiden 1'23"5. Därefter tog Face Time Bourbon två ytterligare segrar innan han i sin fjärde start galopperade. Under dessa lopp kördes han av kusken David Thomain. 
Efter floppen i fjärde starten bytte Guarato ut Thomain mot kusken Éric Raffin som dock bara fick köra honom i ett enda lopp innan också han blev utbytt – trots vinst. Face Time Bourbon började därefter att stapla upp segrar men nu med svenske Björn Goop i sulkyn som blev ordinarie kusk. Under treåringssäsongen 2018 vann hästen 7 av 8 starter, bland annat Europeiskt treåringschampionat, Prix Abel Bassigny och treåringskriteriet Critérium des 3 ans på Vincennesbanan (franska motsvarigheten till Svenskt Trav-Kriterium). Segern här innebar också hästens första vinst i ett lopp med över 100 000 euro i första pris.
Säsongen 2019 fortsatte Face Time Bourbon att rada upp segrar fram till starten i Prix de Tonnac-Villeneuve där han kom på andraplats bakom vinnande Falcao de Laurma. Därpå kom en ny rad segrar innan Grupp 1-loppet Gran Premio d'Europa på banan Ippodromo La Maura i Milano i Italien där det blev en ny andraplats, endast slagen av Zacon Gio. Under 2019 vann Face Time Bourbon storlopp som Prix Charles Tiercelin, Prix de Sélection, Prix Octave Douesnel, Prix Phaeton, Grand Prix l'UET och Critérium Continental. 

### Säsongen 2020
Efter segern i Critérium Continental som fyraåring var Face Time Bourbon garanterad en plats i 2020 års upplaga av Prix d'Amérique som skulle gå av stapeln 26 januari. Loppet vanns på tiden 1'11"5 efter att Goop hittat en lucka invändigt på upploppet som gav hästen fritt fram att spurta hem segern före bland andra Belina Josselyn, Davidson du Pont och halvbrodern och tidigare dubbla segraren Bold Eagle. Detta innebar också att Goop blev förste svensk att vinna loppet två gånger.
Nästa stora mål blev Prix de France där Face Time Bourbon kom på andra plats bakom Davidson du Pont körd av Jean-Michel Bazire vilket innebar revansch för den segrande duon efter andraplatsen i Prix d'Amérique. Den sista starten innan avelssäsongen gjorde Face Time Bourbon i Prix de Sélection som han vann överlägset, detta för andra året i rad.
Den 21 juni 2020 startade Face Time Bourbon i storloppet Prix René Ballière på Vincennes som vanns stort på det nya världsrekordet 1'09"4 över 2100 meter. Därefter startade han i ett flertal Grupp 1-lopp såsom Grand Prix de Wallonie, Prix de l'Étoile och det franska femåringskriteriet Critérium des 5 ans som gav idel segrar.
I försöksheatet till storloppet Gran Premio Lotteria i oktober fick Face Time Bourbon sämsta möjliga startspår längst ut på startvingen, men trots detta och en påföljande startgalopp vann han loppet. Efter detta var hästen stor favorit i finalen men efter en dålig start kom han tvåa bakom vinnande Zacon Gio. Loppet blev sålunda en repris på Gran Premio d'Europa 2019 då Face Time Bourbon fick ge sig för samma häst.

### Vintermeeting 2020–2021
Efter andraplatsen i Gran Premio Lotteria meddelade tränare Guarato att nästa start skulle bli i Grupp 2-loppet Prix Ténor de Baune för att sedan ta sikte mot att försvara vinsten i Prix d'Amérique. Guarato ändrade sig dock och valde istället att låta Face Time Bourbon tävla i Prix Marcel Laurent som han vann överlägset. Härnäst stod start i Prix Ténor de Baune på tur, men åter ändrades planerna och hästen kördes istället i det andra av de fyra B-loppen, Prix du Bourbonnais, som kördes inför Prix d'Amérique. Loppet vanns enkelt trots en startgalopp.
Efter nya ändrade planer startade Face Time Bourbon i det tredje av de fyra B-loppen, Prix de Bourgogne, då detta skulle ge en extra veckas vila. Loppet vanns tämligen enkelt före Vivid Wise As och Délia du Pommereux. Detta innebar att Face Time Bourbon under vintermeetinget tagit hem två av de fyra B-loppen och därmed 2 av 14 direktplatser till Prix d'Amérique. Därefter väntade en månad innan starten av 2021 års upplaga av Prix d'Amérique, ett lopp Face Time Bourbon sågs som stor favorit till att vinna. Den 31 januari 2021 tog han sin andra raka seger i tävlingen; detta efter att ha ryckt undan i sista kurvan och till sist vunnit med god marginal till tvåan Davidson du Pont körd av Jean-Michel Bazire.
I nästa start, i Prix de France, tog Face Time Bourbon tidigt ledningen och ledde också in på upploppet med flera längder. Bakifrån spurtade dock Délia du Pommereux körd av Éric Raffin starkt och tog sig kort före mål förbi Face Time Bourbon som därmed slutade tvåa. Majoritetsägaren till Face Time Bourbon, Antonio Somma, menade efter loppet att andraplatsen berott på Goops taktiska misstag och kort därpå kom beskedet att svensken skulle skiftas ut som kusk till förmån för Éric Raffin. I början på mars tog Face Time Bourbon sin tredje raka seger i Prix de Sélection och blev då den andra travaren att vinna loppet tre år i rad samtidigt som han satte nytt löpningsrekord med 1.10,3.

### Säsongen 2021

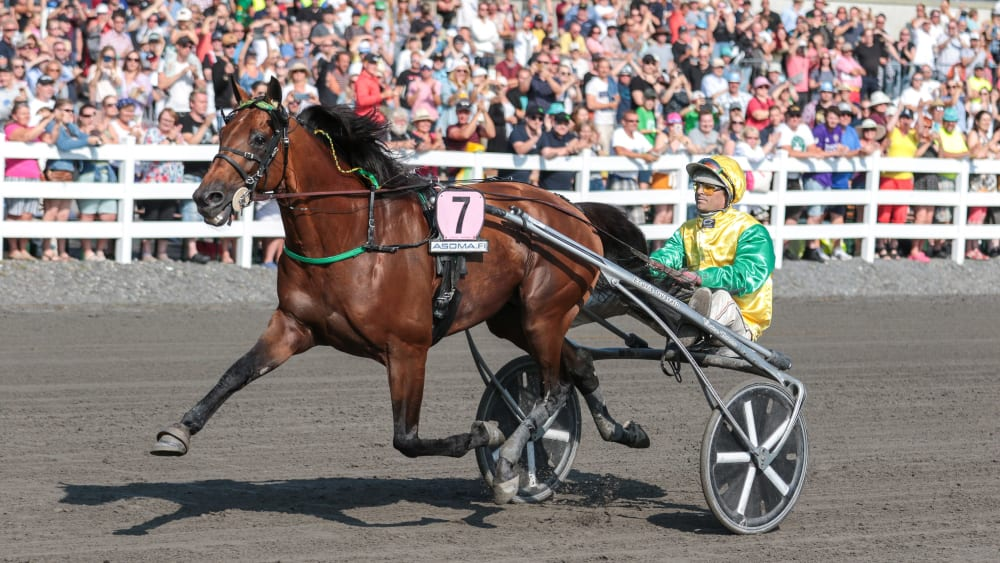
Éric Raffin och Face Time Bourbon vid segern av St. Michel-loppet 2021.

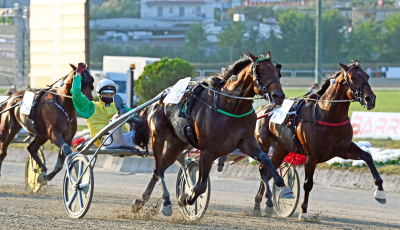
Éric Raffin och Face Time Bourbon vid segern av Gran Premio Lotteria 2021 före tvåan Alrajah One.

Face Time Bourbons tränare Guarato har meddelat att hans första start efter avelsuppehållet kommer bli i storloppet Prix René Ballière på Vincennes som i år går av staplen den 27 juni. Han vann Prix René Ballière lekande enkelt före sina konkurrenter och putsade sitt löpningsrekord med tre tiondelar till 1.09,1 på 2100 meter autostart.  Den 2 juni kom nyheten att arrangörerna till det Finska storloppet St. Michel-loppet har varit i kontakt med ägarkretsen runt Face Time Bourbon och meddelat att det kan ordnas ett direktflyg till Finland om denne väljer att starta i loppet.  Den 18 juli vann han det finska storloppet St. Michel-loppet på tiden  1'09"7/1609 meter och det blev därmed inget världsrekord som Antonio Somma hade hoppats på. Efter vinsten i St. Michel-loppet meddelade Face Time Bourbons tränare Sébastien Guarato att nästa start blir i Belgiens största lopp Grand Prix de Wallonie som han även är titelförsvarare i den 1 augusti vinner han loppet för andra gången i sin karriär.
Den 3 oktober var det dags att starta i Gran Premio Lotteria där han är stor favorit att vinna loppet, han startade i det andra försöks heatet där han spelades till stort favorit men fick se sig slagen som tvåa bakom Alrajah One körd av Alessandro Gocciadoro som resulterade i den sjätte förlusten i karriären. Det som nu kommer vara avgörande om han ska ha en chans att vinna loppet kommer bero på startspåret han får i finalen säger Sébastien Guarato i en intervju till den franska travkanalen Equidia. Efter lottningen till finalen av Gran Premio Lotteria hade Face Time Bourbon turen att få starta från spår 4 innanför fjolårs vinnaren Zacon Gio som startar från spår 6. När det var dags för final så väljer Sébastien Guarato att rycka alla skorna och när loppet var över stod Face Time Bourbon än en gång som vinnare trots den snöpliga förlusten i försöket så visade Face Time Bourbon att han är i en klass för sig. Han vann loppet före Alrajah One som var den som besegrade honom i försöket och trean Vitruvio, dessutom vann han loppet på det nya banrekordet 1.10,2 på 1600 meter autostart.

### Vintermeeting 2021–2022
Under det franska vintermeetinget 2021-2022 startade Face Time Bourbon i två förberedelselopp innan Prix d'Amérique, och tog en seger och en andraplats.

### Slutet av karriären
Den 25 januari 2022 meddelades det att Face Time Bourbon skadat sig i en hov, och missar årets upplaga av Prix d'Amérique. Tränare Guarato meddelade även att hans karriär med största sannolikhet är över, även om inget definitivt besked tagits. Den franska radiokanalen France Bleu uppgav tidigt att de varit i kontakt med Guarato, som enligt uppgift meddelat radiokanalen om att Face Time Bourbon slutar att tävla.
Den 27 januari 2022 meddelades det att Face Time Bourbon avslutar sin tävlingskarriär. Under sin tävlingskarriär var han som sämst tvåa då han gått felfritt i lopp. Han blev endast diskvalificerad i ett lopp.

## Statistik
| Statistik för Face Time Bourbon (Ref.) | Statistik för Face Time Bourbon (Ref.) | Statistik för Face Time Bourbon (Ref.) | Statistik för Face Time Bourbon (Ref.) | Statistik för Face Time Bourbon (Ref.) | Statistik för Face Time Bourbon (Ref.) |
| -------------------------------------- | -------------------------------------- | -------------------------------------- | -------------------------------------- | -------------------------------------- | -------------------------------------- |
| Starter                                | Placeringar                            | Startprissumma                         | Segerprocent                           | Platsprocent                           | Rekord                                 |
| 43                                     | 35-7-0                                 | 3 392 880 euro                         | 81 %                                   | 98 %                                   | 1.09,1ak,                              |

### Större segrar
| År   | Lopp                           | Kusk        | Vinstbelopp | Grupp   |
| ---- | ------------------------------ | ----------- | ----------- | ------- |
| 2018 | Critérium des 3 ans            | Björn Goop  | 108 000 EUR | Grupp 1 |
| 2018 | Europeiskt treåringschampionat | Björn Goop  | 45 000 EUR  | Grupp 1 |
| 2018 | Prix Abel Bassigny             | Björn Goop  | 45 000 EUR  | Grupp 2 |
| 2019 | Prix Charles Tiercelin         | Björn Goop  | 45 000 EUR  | Grupp 2 |
| 2019 | Prix de Sélection              | Björn Goop  | 108 000 EUR | Grupp 1 |
| 2019 | Prix Phaeton                   | Éric Raffin | 54 000 EUR  | Grupp 2 |
| 2019 | Prix Gaston Brunet             | Björn Goop  | 54 000 EUR  | Grupp 2 |
| 2019 | Prix Jules Thibault            | Björn Goop  | 54 000 EUR  | Grupp 2 |
| 2019 | Grand Prix l'UET               | Björn Goop  | 200 000 EUR | Grupp 1 |
| 2019 | Prix Octave Douesnel           | Björn Goop  | 54 000 EUR  | Grupp 2 |
| 2019 | Critérium Continental          | Björn Goop  | 108 000 EUR | Grupp 1 |
| 2020 | Prix d'Amérique                | Björn Goop  | 405 000 EUR | Grupp 1 |
| 2020 | Prix de Sélection              | Björn Goop  | 108 000 EUR | Grupp 1 |
| 2020 | Prix René Ballière             | Björn Goop  | 90 000 EUR  | Grupp 1 |
| 2020 | Grand Prix de Wallonie         | Björn Goop  | 72 000 EUR  | Grupp 1 |
| 2020 | Critérium des 5 ans            | Björn Goop  | 108 000 EUR | Grupp 1 |
| 2020 | Prix de l'Étoile               | Björn Goop  | 108 000 EUR | Grupp 1 |
| 2020 | Prix Marcel Laurent            | Björn Goop  | 54 000 EUR  | Grupp 2 |
| 2020 | Prix du Bourbonnais            | Björn Goop  | 54 000 EUR  | Grupp 2 |
| 2021 | Prix de Bourgogne              | Björn Goop  | 54 000 EUR  | Grupp 2 |
| 2021 | Prix d'Amérique                | Björn Goop  | 450 000 EUR | Grupp 1 |
| 2021 | Prix de Sélection              | Éric Raffin | 108 000 EUR | Grupp 1 |
| 2021 | Prix René Ballière             | Éric Raffin | 90 000 EUR  | Grupp 1 |
| 2021 | St. Michel-loppet              | Éric Raffin | 80 000 EUR  | Grupp 1 |
| 2021 | Grand Prix de Wallonie         | Éric Raffin | 72 000 EUR  | Grupp 1 |
| 2021 | Gran Premio Lotteria           | Éric Raffin | 250 000 EUR | Grupp 1 |
| 2021 | Prix de Bretagne               | Éric Raffin | 54 000 EUR  | Grupp 2 |

## Stamtavla
| Efter Ready Cash   | Indy de Vive   | Viking's Way       | Mickey Viking    |
| Efter Ready Cash   | Indy de Vive   | Viking's Way       | Josubie          |
| Efter Ready Cash   | Indy de Vive   | Tekiflore          | Kepi Vert        |
| Efter Ready Cash   | Indy de Vive   | Tekiflore          | Morgaflore       |
| Efter Ready Cash   | Kidea          | Extreme Dream      | Quito de Talonay |
| Efter Ready Cash   | Kidea          | Extreme Dream      | Tahitienne       |
| Efter Ready Cash   | Kidea          | Doceanide du Lilas | Workaholic       |
| Efter Ready Cash   | Kidea          | Doceanide du Lilas | Oceanide         |
| Undan Vita Bourbon | Love You       | Coktail Jet        | Quouky Williams  |
| Undan Vita Bourbon | Love You       | Coktail Jet        | Armbro Glamour   |
| Undan Vita Bourbon | Love You       | Guilty of Love     | And Arifant      |
| Undan Vita Bourbon | Love You       | Guilty of Love     | Amour d'Aunou    |
| Undan Vita Bourbon | Kamera Bourbon | Cezio Josselyn     | Armbro Goal      |
| Undan Vita Bourbon | Kamera Bourbon | Cezio Josselyn     | Quezira          |
| Undan Vita Bourbon | Kamera Bourbon | Etta Extra         | Florestan        |
| Undan Vita Bourbon | Kamera Bourbon | Etta Extra         | Une Crown        |